# La Grajuela
La Grajuela es una pedanía del municipio de San Javier, en la comunidad autónoma de Murcia en España. Situada al norte del municipio, y fronteriza con: El Mirador (San Javier) y Los Sáez (San Pedro del Pinatar).
Su población está dedicada casi enteramente a la agricultura y a la ganadería, aunque también se llevan a cabo una serie de servicios en ésta pedanía de San Javier, como por ejemplo un restaurante llamado "La Grajuela".
Está formada por diversos parajes, como: Los Gallos, Los Pérez, Los Jiménez, Los Ruices, Aljibe Largo, Los Gavilanes, Los Mercaderes, etc.

## Fiestas
En el mes de mayo, la Virgen de Fátima, advocación titular de la capilla de La Grajuela, es sacada en procesión uno de los días tras una ofrenda de flores.